# Premis Ondas 1989
Els Premis Ondas 1989 van ser la trenta-sisena edició dels Premis Ondas, atorgats el 1989. En aquesta edició es diferencien les categories: Premis Nacionals de ràdio o televisió, internacionals de ràdio i internacionals de televisió.

## Nacionals de ràdio
- Alfonso Arús per Arús con leche de Cadena Rato
- Miguel Ángel García Juez per Viva la gente de la tarde d'Antena 3
- Concha García Campoy A vivir que son dos días de la Cadena SER
- Joaquín Prat per Vivir es formidable de la Cadena COPE
- Luis de Benito per España a las 8 de RNE

## Nacionals de televisió
- Juncal de TVE
- Julia Otero de TVE
- Manuel Campo Vidal per Punto y aparte de TVE
- Jesús Hermida de TVE
- Josep Maria Bachs per Filiprim de TV3

## Internacionals de ràdio
- La bisagra de RNE
- Mea culpa de RTL Télé Lëtzebuerg
- Hogy tetszik lenni? de Magyar Rádió
- 22 août 1962: L'attentat du Petit-Clamart de SRF/France Culture
- Round The World, UKIB / IBA

## Internacionals de televisió
- Documentos TV: Yoyes de TVE
- Spring of discontent de TVB, Hong Kong
- World in action: 9 out of 10 women d'UKIB/Granada Television,
- Les enfants de la honte, TF1

## Hispanoamericans de ràdio i televisió
- Galavisión
- Martha Rodríguez Miranda Reportaje de Venevisión
- Cadena Caracol - RCN, Colòmbia